# Koray Günter
Koray Günter (* 16. August 1994 in Höxter) ist ein deutsch-türkischer Fußballspieler. Der Innenverteidiger steht bei Hellas Verona unter Vertrag und spielt auf Leihbasis – bis zum 30. Juni 2025 – für Göztepe Izmir.

## Karriere

### Vereine
Koray Günter begann im Jahr 2001, in der F-Jugend des SV Höxter Fußball zu spielen. Als Altjahrgang in der D-Jugend wechselte er 2006 zur SpVg Brakel. Bei einem Turnier der Westfalenauswahl im Jahr 2008 wurde er von einem Scout von Borussia Dortmund entdeckt, der ihn nach dem Turnier zum BVB brachte. Als 13-Jähriger zog Günter damals als bisher jüngster Spieler in das Jugendinternat der Dortmunder ein. Der frühere Offensivspieler wurde zum Innenverteidiger umgeschult und absolvierte innerhalb von insgesamt vier Spielzeiten Spiele für die A-Junioren des BVB, darunter in beiden Spielzeiten des B-Junioren-Alters. Im November 2011 wurde er zum Sportler des Jahres der Stadt Höxter gewählt.
Im Sommer 2012 schaffte er den Sprung in den Kader der zweiten Mannschaft, die in die 3. Liga aufgestiegen war. Am 28. August 2012, dem 7. Spieltag der Saison 2012/13, kam er zu seinem Debüt im Profifußball, als er im Heimspiel gegen den Karlsruher SC (0:3) in der Startelf stand. Die Vorbereitung für die Saison 2012/13 absolvierte er aufgrund der wegen der Europameisterschaft vielen fehlenden Nationalspieler bei den Profis und kam Anfang Oktober 2013 in einem Bundesligaspiel zum Einsatz.
Günter wechselte am 30. Januar 2014 für eine Ablösesumme von 2,5 Millionen Euro zum türkischen Traditionsverein Galatasaray Istanbul. Sein Vertrag lief bis Sommer 2018; Borussia Dortmund besaß für ihn ein Rückkaufsrecht für die Saison 2015/16 für eine Ablösesumme von sieben Millionen Euro. Das Debüt für seinen neuen Verein gab er in der Pokalbegegnung vom 5. Februar 2014 gegen den Drittligisten Tokatspor. Die nächste Saison gewann Günter mit Gala das türkische Double (Liga, Pokal). Günters Vertrag mit Galatasaray lief am Ende der Saison 2017/18 aus und wurde nicht verlängert.
Am 12. Juli 2018 wurde sein Wechsel in die Serie A zu CFC Genua offiziell verkündet. Zur Saison 2019/20 wurde er an Hellas Verona ausgeliehen. Während dieser Spielzeit kam Günter zu 27 Ligaspielen und wurde nach dieser Spielzeit von Hellas Verona verpflichtet. Im Januar 2023 wurde er an Sampdoria Genua verliehen. Im Januar 2024 folgte die Leihe zu Fatih Karagümrük SK. Seit dem 1. Juli 2024 ist er auf Leihbasis für den Ligakonkurrenten Göztepe Izmir aktiv.

### Nationalmannschaft
Nachdem Günter viermal für die türkische U16-Nationalmannschaft gespielt hatte, entschloss er sich, zukünftig für Auswahlmannschaften des DFB aufzulaufen. Sein Debütspiel für die deutsche U17-Nationalmannschaft absolvierte er am 4. September 2010 beim Länderspiel in Stadthagen gegen Aserbaidschan. Im Jahr 2011 wurde er erst Vize-Europameister bei der U17-Fußball-Europameisterschaft in Serbien und einen Monat später wurde er mit der U17 Dritter bei der U17-Fußball-Weltmeisterschaft in Mexiko. Bei der Weltmeisterschaft erzielte er im Gruppenspiel gegen Burkina Faso einen Treffer, ebenso im Achtelfinale gegen die USA (4:0) und beim Spiel um den dritten Platz gegen Brasilien (4:3). Am 17. April 2012 absolvierte er sein Länderspieldebüt für die U19-Nationalmannschaft beim 0:0-Unentschieden gegen Tschechien. Am 6. September 2013 spielte Günter erstmals für die U20-Nationalmannschaft, die in Pfullendorf im Rahmen einer „Internationalen Spielrunde“ (mit Italien, Polen und der Schweiz) die Auswahl Polens mit 2:0 besiegte.

## Sonstiges
Günter besuchte zunächst das König-Wilhelm-Gymnasium Höxter und dann das Leibniz-Gymnasium in Dortmund. Im November 2016 heiratete er die ehemalige Germany’s-Next-Topmodel-Kandidatin Betty Taube, mit der er seit 2015 liiert war. Im August 2021 wurde die Trennung der beiden bekanntgegeben.
Sein Bruder Ferdi Günter war auch Fußballspieler und spielte unter anderem für die zweite Mannschaft des SC Paderborn 07 und des FC St. Pauli.

## Titel und Erfolge
Galatasaray Istanbul
- Türkischer Meister: 2014/15, 2017/18
- Türkischer Pokalsieger: 2013/14, 2014/15, 2015/16
- Türkischer Fußball-Supercupsieger: 2015, 2016

Deutschland U17
- Vize-Europameister bei der U17-Europameisterschaft 2011
- Dritter Platz bei der U17-Weltmeisterschaft 2011

Individuelle Auszeichnungen
- Sportler des Jahres 2011 der Stadt Höxter[1]